# 横浜開港資料館

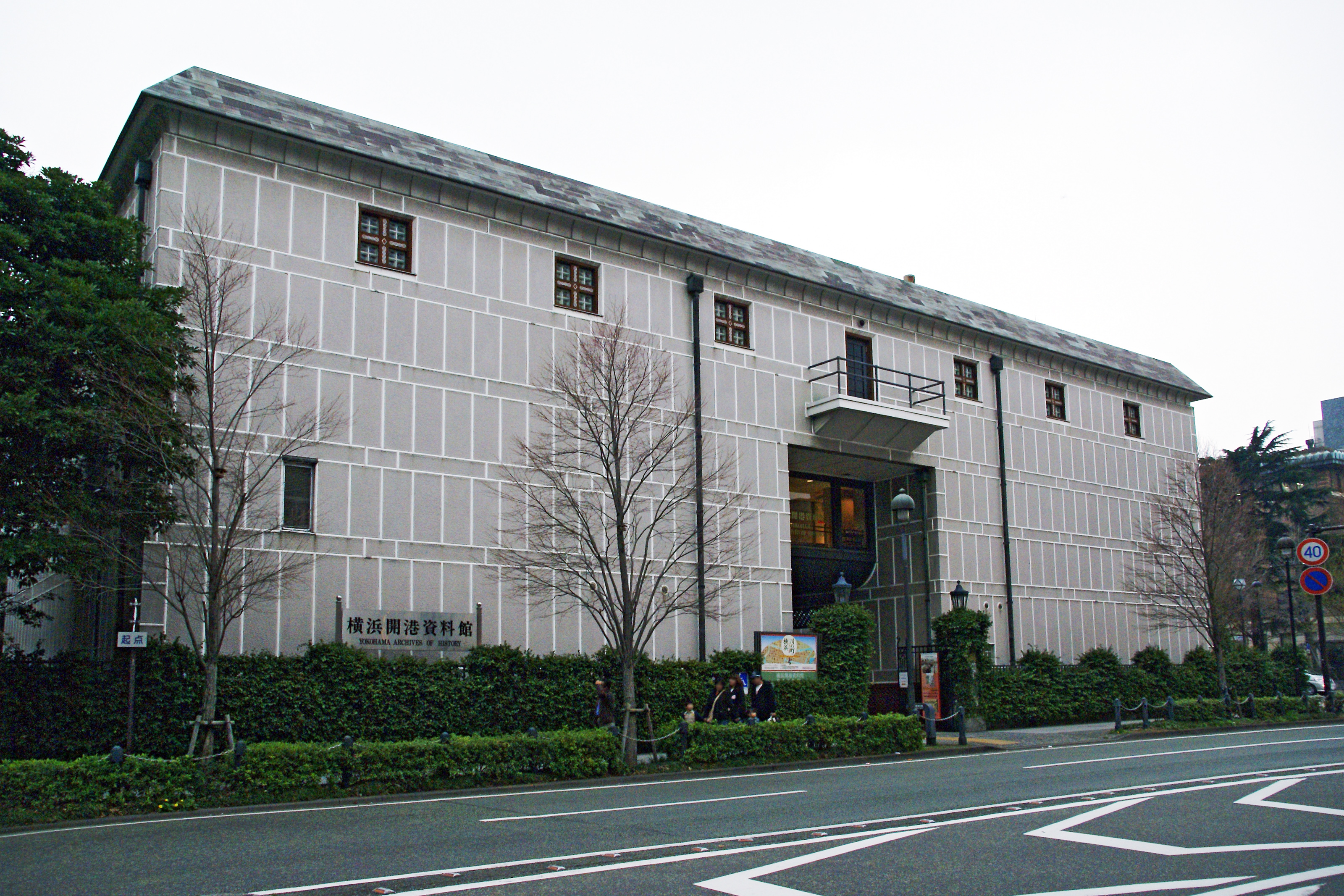
新館

横浜開港資料館（よこはまかいこうしりょうかん、英語: Yokohama Archives of History）は、神奈川県横浜市中区の山下公園の近くにある近代史系歴史資料館。

## 概要
1981年（昭和56年）に、元英国領事館（1931年建築 、1972年（昭和47年）まで領事館として利用された）に開館した。閲覧室に明治から昭和時代までの日本に出版された外国語と日本語の新聞など数々。展示場もある。
中庭には高さ12メートル、幅は8メートル超のタブノキ「玉楠の木（タマクスの木）」がある。この木はペリー来航時の石版画にも描かれており、1866年（慶応元年/慶応2年）の大火や1923年（大正12年）の関東大震災では火が燃え移る被害を受けたが、その度に再生しており「日米和親条約締結の地に残るタブノキ」として横浜市の史跡に指定されている。横浜開港のシンボルとして知られており、開国博Y150のマスコットキャラクター「たねまる」もタマクスの木の精という設定となっている。
みなとみらい線日本大通り駅から徒歩2分。

## 所蔵資料
幕末から昭和期に掛けての横浜の歴史や文化・港湾・経済などに関する資料約25万点を所蔵している。
- 文書記録類 - 個人や団体、行政機関などに残された歴史資料を数多く所蔵。
- 行政資料 - 主に横浜市や神奈川県が発行した刊行物を所蔵。
- 新聞・雑誌 - 横浜毎日新聞や横浜貿易新報、横浜商工会議所月報など、主に神奈川県内で発行されたものの複製を公開している。外国人居留地で発行された外国語の新聞・雑誌も所蔵している。
- 文献資料 - 戦前期に刊行された図書や資料集、人名録などを所蔵。
- 画像資料 - 瓦版・浮世絵・写真・芝居番付・絵画・絵葉書を所蔵。
- 地図・図面 - 約300点の地図や横浜市作成の3000分の1地形図、建築図面などが閲覧できる。
- 個人コレクション - 相原良一、五味亀太郎、ポール・ブルーム、ドン・ブラウンなど個人の収集家が残した資料や蔵書を所蔵。真偽不明ながらペリーから幕末に有力だった貿易商熊谷伊助に贈られたとして熊谷家に伝わっていた望遠鏡等もある。